# NK Rakitno
NK Rakitno je bosanskohrecegovački nogometni klub iz Rakitna kod Posušja.

## Povijest
Klub je osnovan 1994. godine. Po osnutku, na proljeće 1994., igraju u sjevernoj skupini Prve lige Herceg Bosne gdje završavaju na posljednjem, osmom, mjestu. Nakon ispadanja iz Prve lige natječu se u drugoligaškim natjecanjima Herceg Bosne. 
Rakitno je od sezone 2011./12. bilo neaktivno u seniorskom nogometu sve do sezone 2016./17. kada se priključuju četvroligaškom natjecanju, Međužupanijskoj ligi HBŽ - ZHŽ. 

## Pregled plasmana po sezonama
| Sezona    | Rang | Liga                          | Plasman | Izvori |
| --------- | ---- | ----------------------------- | ------- | ------ |
| 2017./18. | IV.  | Međužupanijska liga HBŽ i ZHŽ | 6.      | [ 2 ]  |
| 2018./19. | IV.  | Međužupanijska liga HBŽ i ZHŽ | 6.      | [ 3 ]  |
| 2019./20. | IV.  | Međužupanijska liga HBŽ i ZHŽ | 7.      | [ 4 ]  |
| 2020./21. | IV.  | Međužupanijska liga HBŽ i ZHŽ | 7.      | [ 5 ]  |
| 2021./22. | IV.  | Međužupanijska liga HBŽ i ZHŽ | 7.      | [ 6 ]  |
| 2022./23. | IV.  | Međužupanijska liga HBŽ i ZHŽ | 6.      | [ 7 ]  |
| 2023./24. | IV.  | Međužupanijska liga HBŽ i ZHŽ | 8.      | [ 8 ]  |
| 2024./25. | IV.  | Međužupanijska liga HBŽ i ZHŽ | –       |        |